# عباس‌قشلاقی
عباس‌قشلاقی روستایی است که در استان اردبیل، شهرستان مشگین‌شهر، بخش مرادلو، دهستان ارشق غربی قرار دارد.

## جمعیت
بر اساس سرشماری سال ۱۳۸۵ جمعیت این روستا ۲۲۱ نفر با ۳۴ خانوار بوده‌است.